# Thủy điện Srêpốk 3
Thủy điện Srêpốk 3 là công trình thủy điện xây dựng trên dòng Srêpốk tại vùng đất các xã Ea Nuôl và Tân Hòa huyện Buôn Đôn tỉnh Đắk Lắk, và xã Ea Pô huyện Cư Jút tỉnh Đắk Nông, Việt Nam 
Thủy điện Srêpốk 3 có công suất 220 MW với 2 tổ máy, khởi công tháng 12/2005 hoàn thành tháng 9/2010 .

## Tác động dân sinh
Thủy điện Srêpốk 3 có vùng hồ rộng, lượng giải tỏa nhiều, nên chuyện tái định cư hiện ra nhiều bất cập. Sống trong những ngôi nhà gạch làm giống nhau xếp kiểu thành phố, nhưng xa nương rẫy không có việc làm, không đất sản xuất, nghèo đói hiện hữu là cảnh chung của hàng nghìn hộ dân bởi nhiều diện tích đất ở và đất sản xuất của bà con đang sinh sống, canh tác, phải nhường cho các dự án thủy điện ở Tây Nguyên .